# Puzzle Me
"Puzzle Me" is een nummer van de Nederlandse zangeres Ilse DeLange. Het nummer werd uitgebracht op haar album Incredible uit 2008. Op 20 april 2009 werd het nummer uitgebracht als de derde single van het album.

## Achtergrond
"Puzzle Me" is geschreven door DeLange, Nate Campany en het duo Macho Psycho en geproduceerd door Macho Psycho en Lyle Workman. DeLange heeft het album Incredible opgenomen in de Verenigde Staten, en de invloeden uit de countrymuziek zijn dan ook terug te horen op dit nummer. De bijbehorende videoclip bevat beelden die werden opgenomen tijdens het concert van DeLange in het Rotterdam Ahoy op 21 maart 2009.
"Puzzle Me" werd een grote hit in Nederland: na "So Incredible" en "Miracle" was het de derde top 10-hit van het album. De single behaalde de vijfde plaats in de Top 40 en de negende plaats in de Single Top 100. Daarnaast was het het meest gedraaide nummer op de Nederlandse radio in juli 2009.

## Hitnoteringen

### Nederlandse Top 40
| Hitnotering: 02-05-2009 t/m 22-08-2009 | Hitnotering: 02-05-2009 t/m 22-08-2009 | Hitnotering: 02-05-2009 t/m 22-08-2009 | Hitnotering: 02-05-2009 t/m 22-08-2009 | Hitnotering: 02-05-2009 t/m 22-08-2009 | Hitnotering: 02-05-2009 t/m 22-08-2009 | Hitnotering: 02-05-2009 t/m 22-08-2009 | Hitnotering: 02-05-2009 t/m 22-08-2009 | Hitnotering: 02-05-2009 t/m 22-08-2009 | Hitnotering: 02-05-2009 t/m 22-08-2009 | Hitnotering: 02-05-2009 t/m 22-08-2009 | Hitnotering: 02-05-2009 t/m 22-08-2009 | Hitnotering: 02-05-2009 t/m 22-08-2009 | Hitnotering: 02-05-2009 t/m 22-08-2009 | Hitnotering: 02-05-2009 t/m 22-08-2009 | Hitnotering: 02-05-2009 t/m 22-08-2009 | Hitnotering: 02-05-2009 t/m 22-08-2009 | Hitnotering: 02-05-2009 t/m 22-08-2009 | Hitnotering: 02-05-2009 t/m 22-08-2009 |
| Week                                   | 1                                      | 2                                      | 3                                      | 4                                      | 5                                      | 6                                      | 7                                      | 8                                      | 9                                      | 10                                     | 11                                     | 12                                     | 13                                     | 14                                     | 15                                     | 16                                     | 17                                     |                                        |
| -------------------------------------- | -------------------------------------- | -------------------------------------- | -------------------------------------- | -------------------------------------- | -------------------------------------- | -------------------------------------- | -------------------------------------- | -------------------------------------- | -------------------------------------- | -------------------------------------- | -------------------------------------- | -------------------------------------- | -------------------------------------- | -------------------------------------- | -------------------------------------- | -------------------------------------- | -------------------------------------- | -------------------------------------- |
| Positie                                | 35                                     | 30                                     | 19                                     | 16                                     | 11                                     | 9                                      | 10                                     | 6                                      | 5                                      | 6                                      | 9                                      | 10                                     | 10                                     | 10                                     | 17                                     | 27                                     | 34                                     | uit                                    |

### Single Top 100
| Hitnotering: 16-05-2009 t/m 19-09-2009 | Hitnotering: 16-05-2009 t/m 19-09-2009 | Hitnotering: 16-05-2009 t/m 19-09-2009 | Hitnotering: 16-05-2009 t/m 19-09-2009 | Hitnotering: 16-05-2009 t/m 19-09-2009 | Hitnotering: 16-05-2009 t/m 19-09-2009 | Hitnotering: 16-05-2009 t/m 19-09-2009 | Hitnotering: 16-05-2009 t/m 19-09-2009 | Hitnotering: 16-05-2009 t/m 19-09-2009 | Hitnotering: 16-05-2009 t/m 19-09-2009 | Hitnotering: 16-05-2009 t/m 19-09-2009 | Hitnotering: 16-05-2009 t/m 19-09-2009 | Hitnotering: 16-05-2009 t/m 19-09-2009 | Hitnotering: 16-05-2009 t/m 19-09-2009 | Hitnotering: 16-05-2009 t/m 19-09-2009 | Hitnotering: 16-05-2009 t/m 19-09-2009 | Hitnotering: 16-05-2009 t/m 19-09-2009 | Hitnotering: 16-05-2009 t/m 19-09-2009 | Hitnotering: 16-05-2009 t/m 19-09-2009 | Hitnotering: 16-05-2009 t/m 19-09-2009 | Hitnotering: 16-05-2009 t/m 19-09-2009 |
| Week                                   | 1                                      | 2                                      | 3                                      | 4                                      | 5                                      | 6                                      | 7                                      | 8                                      | 9                                      | 10                                     | 11                                     | 12                                     | 13                                     | 14                                     | 15                                     | 16                                     | 17                                     | 18                                     | 19                                     |                                        |
| -------------------------------------- | -------------------------------------- | -------------------------------------- | -------------------------------------- | -------------------------------------- | -------------------------------------- | -------------------------------------- | -------------------------------------- | -------------------------------------- | -------------------------------------- | -------------------------------------- | -------------------------------------- | -------------------------------------- | -------------------------------------- | -------------------------------------- | -------------------------------------- | -------------------------------------- | -------------------------------------- | -------------------------------------- | -------------------------------------- | -------------------------------------- |
| Positie                                | 15                                     | 25                                     | 9                                      | 15                                     | 15                                     | 10                                     | 15                                     | 53                                     | 49                                     | 36                                     | 33                                     | 38                                     | 42                                     | 62                                     | 69                                     | 64                                     | 51                                     | 69                                     | 81                                     | uit                                    |

### NPO Radio 2 Top 2000
| Nummer met noteringen in de NPO Radio 2 Top 2000 | '09 | '10 | '11  | '12  | '13  |
| ------------------------------------------------ | --- | --- | ---- | ---- | ---- |
| Puzzle Me                                        | 515 | 559 | 1241 | 1814 | 1784 |

1. ↑  Een vetgedrukt getal geeft de hoogste notering aan.
2. ↑  2009 was het eerste jaar met een notering voor dit nummer.
3. ↑  Deze tabel is bijgewerkt tot en met de laatste editie (2024).